# Zhanqian

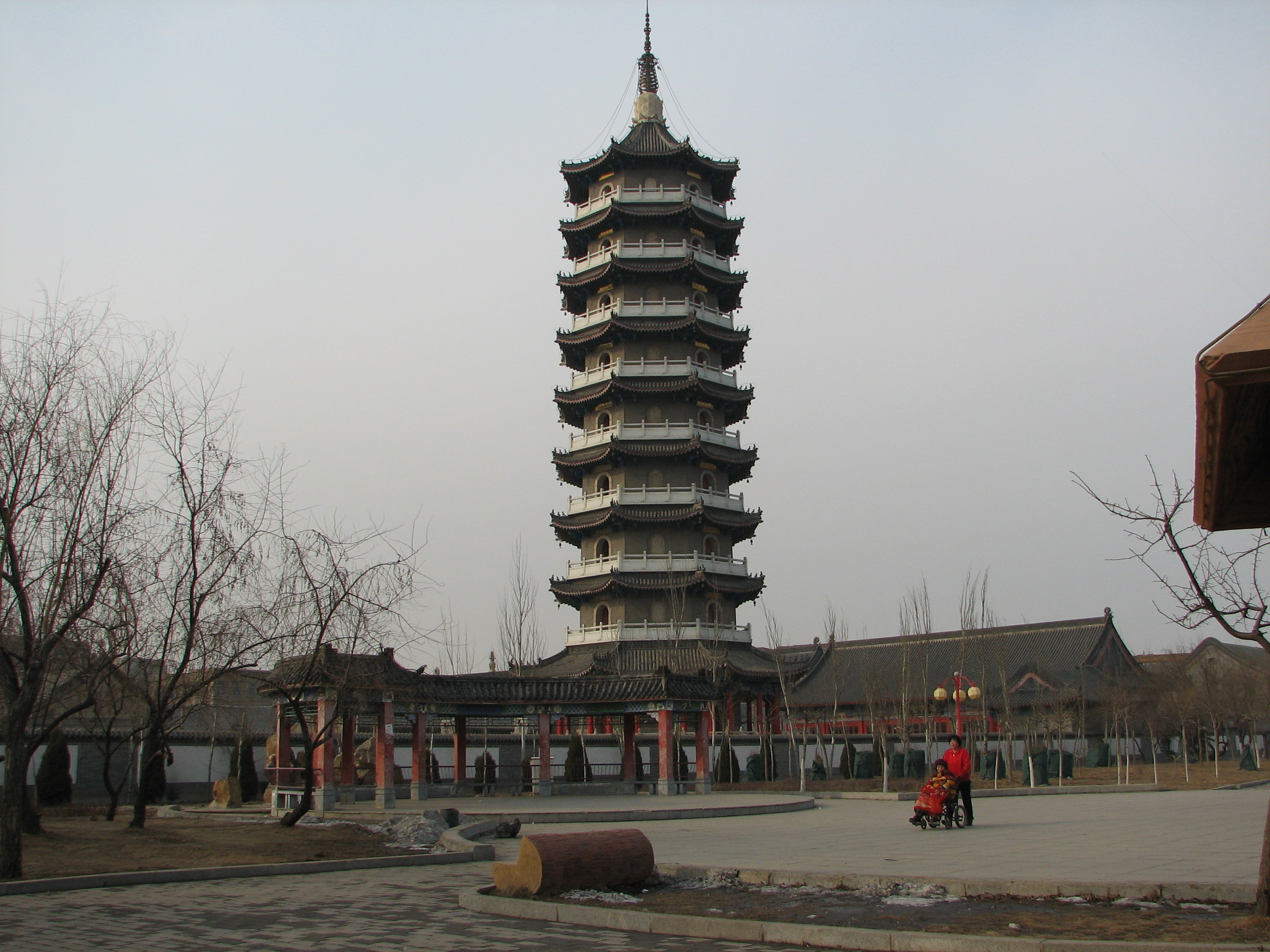
Tempelturm

Der Stadtbezirk Zhanqian (chinesisch 站前区, Pinyin Zhànqián Qū) ist ein Stadtbezirk der bezirksfreien Stadt Yingkou in der nordostchinesischen Provinz Liaoning. Er hat eine Fläche von 89,76 km² und zählt 261.439 Einwohner (Stand: Zensus 2020).

## Administrative Gliederung
Auf Gemeindeebene setzt sich der Stadtbezirk aus sieben Straßenvierteln zusammen. 